# Юніє Палмотич
Юніє (Джоно) Палмотич (*Junije Palmotić, 1607 —†1657) — хорватський поет, драматург часів Рагузької республіки.

## Життєпис
Походив зі знатної та впливової родини Палмотичів. Син Джоре (Георгія) Палмотича, члена Великої ради республіки, та Ори (Урсули) Градич. Був двоюрідним братом (по матері) відомого політика та поет Івана Гундулича.
Спочатку здобув домашню освіту, потім навчався у міській школі Дубровника. У 1619 році став одним з перших учнів єзуїтської приватної школи. Тут захопився творами давньоримських — Вергілія, Овідія, Горація— та італійських поетів — Торквата Тассо та Людовіко Аріосто. Після закінчення школи став в ній викладачем. У 1625 році стає членом Великої ради республіки.
В подальшому більшу увагу став приділяти літературній творчості, мав значний внесок у драматургію. Його мелодрами, що ставилися різними театральними гуртками були популярними у 1620-1650-х роках. Помер у Дубровнику у 1657 році.

## Творчість
Почав поетичну діяльність з латинських віршів, потім під впливом Івана Гундулича складав вірші народною мовою. Відомий головним чином драмами у віршах, що відрізнялися відточеністю форми, народністю мови. Теми і сюжети Палмотич запозичив з Гомера, Софокла, Вергілія, Овідія, Тассо.
У доробку є пасторальна драма «Аталанта» (1629) на міфологічний сюжет. На теми історії Дубровника створив драми «Павлімір» — про заснування Дубровника «Цаптіслава» і «Бісерніка» — за мотивами Дуклянської хроніки королівського дому Епідавра. Драми Юнія Палмотича, як правило, завершуються настановою, щасливо.
Найбільшою популярністю користувалася його поема «Христіада» — вільний переклад з латинського твору Джиролама Віде. Це розповідь у 24 піснях про життя Христа, написаний витонченим і легким віршем.
Палмотич ретельно стежив за мовою своїх творів, тяжіючи до соковитої і багатої боснійської говірки хорватської мови.